# Wichdorf
Wichdorf ist ein Stadtteil von Niedenstein im nordhessischen Schwalm-Eder-Kreis.

## Geografische Lage
Das Dorf liegt im Naturpark Habichtswald unmittelbar südsüdwestlich der Niedensteiner Kernstadt. Durchflossen wird es vom Ems-Zufluss Wiehoff und deren Zufluss, dem Goldbach. In der Ortschaft treffen sich die Landesstraßen 3219 und 3220. Die Gemarkung von Wichdorf grenzt an den Ortsteil Merxhausen der Gemeinde Bad Emstal im Landkreis Kassel.

## Geschichte

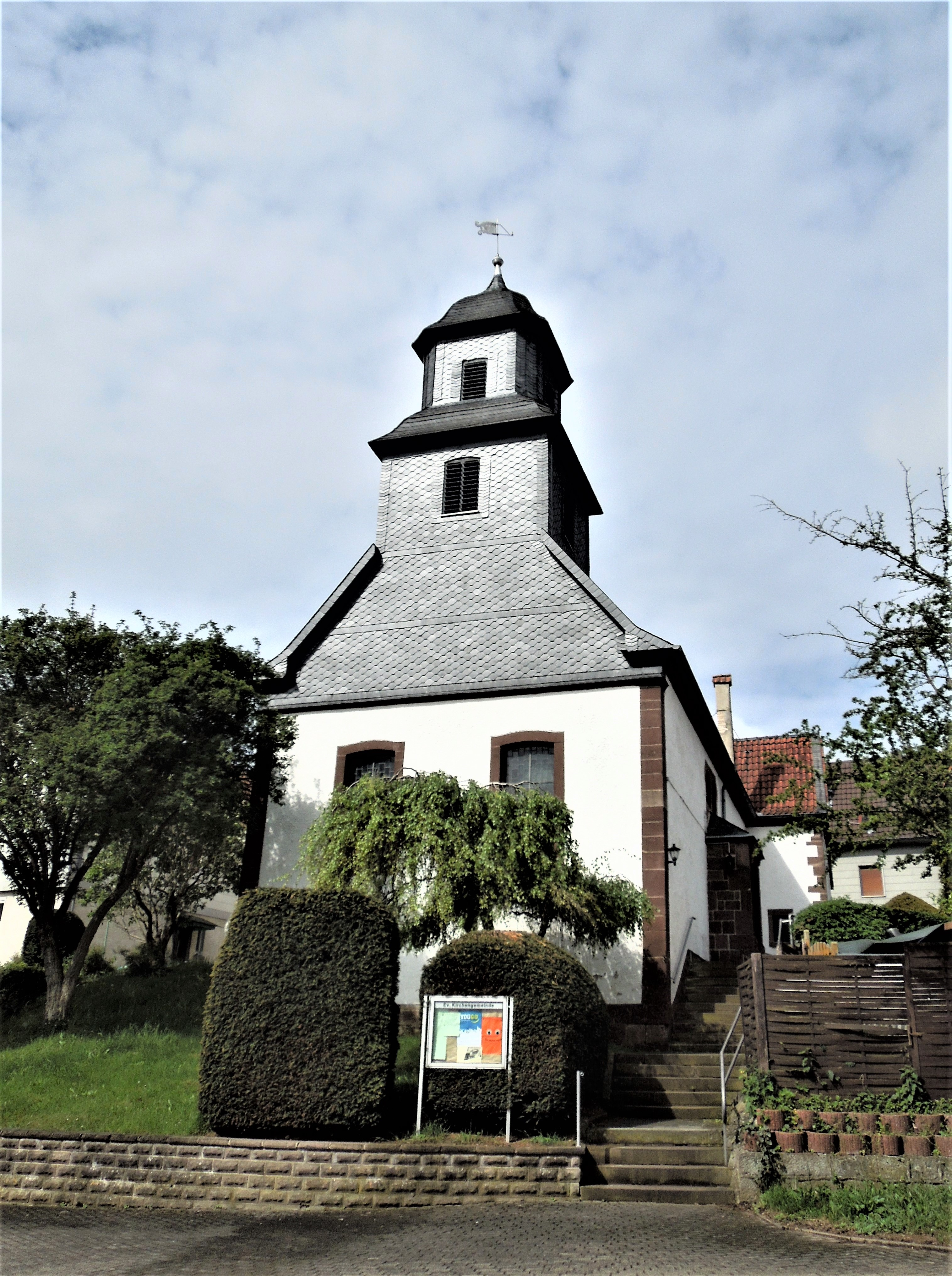
Die ev. Dorfkirche

Wichdorf wurde soweit bekannt erstmals als Uuihdorpf in einer Urkunde der Reichsabtei Hersfeld aus der Zeit 949–957 erwähnt. Der Ortsname, der sich seitdem nicht grundsätzlich geändert hat, erscheint in historischen Quellen in vielfach leicht wechselnden Variationen, je nach Gusto des Amtsschreibers.
Nach den im Jahre 1345 ausgestorbenen „Wackermaul“ waren bis zum Jahre 1631 die mit ihnen verwandten „Heß von Wichdorf“ die dominierenden Grundbesitzer des Dorfes.
Im Zuge der Gebietsreform in Hessen wurde die bis dahin selbständige Gemeinde Wichdorf zum 31. Dezember 1971 auf freiwilliger Basis in die Stadt Niedenstein eingemeindet.  Für alle durch die Gebietsreform eingegliederten Gemeinden sowie die Kernstadt wurde je ein Ortsbezirk mit Ortsbeirat und Ortsvorsteher nach der Hessischen Gemeindeordnung eingerichtet.

## Bevölkerung
Einwohnerstruktur 2011
Nach den Erhebungen des Zensus 2011 lebten am Stichtag, dem 9. Mai 2011, in Wichdorf 1152 Einwohner. Darunter waren 18 (1,63 %) Ausländer. Nach dem Lebensalter waren 243 Einwohner unter 18 Jahren, 513 zwischen 18 und 49, 207 zwischen 50 und 64 und 192 Einwohner waren 65 und älter. Die Einwohner lebten in 474 Haushalten. Davon waren 120 Singlehaushalte, 129 Paare ohne Kinder und 189 Paare mit Kindern, sowie 33 Alleinerziehende und 3 Wohngemeinschaften. In 78 Haushalten lebten ausschließlich Senioren und in 333 Haushaltungen lebten keine Senioren.
Einwohnerentwicklung
| Quelle: Historisches Ortslexikon |                                           |
| • 1575/85:                       | 22 Hausgesesse                            |
| • 1639:                          | 16 verheiratete, 8 verwitwete Hausgesesse |
| • 1735:                          | 34 Mannschaften                           |
| • 1742/47:                       | 41 Häuser bzw. Hausgesesse                |

| Wichdorf: Einwohnerzahlen von 1765 bis 2020 | Wichdorf: Einwohnerzahlen von 1765 bis 2020 | Wichdorf: Einwohnerzahlen von 1765 bis 2020 | Wichdorf: Einwohnerzahlen von 1765 bis 2020 | Wichdorf: Einwohnerzahlen von 1765 bis 2020 |
| --- | ------------------------------------------- | ------------------------------------------- | ------------------------------------------- | ------------------------------------------- |
| Jahr |                                             |                                             |                                             | Einwohner                                   |
| 1765 | 1765                                        |                                             | 269                                         | 269                                         |
| 1800 | 1800                                        |                                             | ?                                           | ?                                           |
| 1834 | 1834                                        |                                             | 536                                         | 536                                         |
| 1840 | 1840                                        |                                             | 593                                         | 593                                         |
| 1846 | 1846                                        |                                             | 607                                         | 607                                         |
| 1852 | 1852                                        |                                             | 626                                         | 626                                         |
| 1858 | 1858                                        |                                             | 594                                         | 594                                         |
| 1864 | 1864                                        |                                             | 584                                         | 584                                         |
| 1871 | 1871                                        |                                             | 513                                         | 513                                         |
| 1875 | 1875                                        |                                             | 529                                         | 529                                         |
| 1885 | 1885                                        |                                             | 510                                         | 510                                         |
| 1895 | 1895                                        |                                             | 500                                         | 500                                         |
| 1905 | 1905                                        |                                             | 481                                         | 481                                         |
| 1910 | 1910                                        |                                             | 513                                         | 513                                         |
| 1925 | 1925                                        |                                             | 554                                         | 554                                         |
| 1939 | 1939                                        |                                             | 576                                         | 576                                         |
| 1946 | 1946                                        |                                             | 985                                         | 985                                         |
| 1950 | 1950                                        |                                             | 867                                         | 867                                         |
| 1956 | 1956                                        |                                             | 630                                         | 630                                         |
| 1961 | 1961                                        |                                             | 604                                         | 604                                         |
| 1967 | 1967                                        |                                             | 641                                         | 641                                         |
| 1980 | 1980                                        |                                             | ?                                           | ?                                           |
| 1990 | 1990                                        |                                             | ?                                           | ?                                           |
| 2000 | 2000                                        |                                             | ?                                           | ?                                           |
| 2011 | 2011                                        |                                             | 1.152                                       | 1.152                                       |
| 2020 | 2020                                        |                                             | 1.000                                       | 1.000                                       |
| Datenquelle: Historisches Gemeindeverzeichnis für Hessen: Die Bevölkerung der Gemeinden 1834 bis 1967. Wiesbaden: Hessisches Statistisches Landesamt, 1968. Weitere Quellen: LAGIS; Stadt Gudensberg; Zensus 2011 |                                             |                                             |                                             |                                             |

Historische Religionszugehörigkeit
| Quelle: Historisches Ortslexikon |                                                                   |
| • 1834:                          | alle Einwohner evangelisch-reformiert                             |
| • 1885:                          | 509 evangelische (= 99,80 %), ein anderer (= 0,20 %) Einwohner    |
| • 1961:                          | 475 evangelische (= 95,36 %), 33 katholische (= 3,64 %) Einwohner |

Historische Erwerbstätigkeit
| • 1961 | Erwerbspersonen: 175 Land- und Forstwirtschaft, 127 Produzierendes Gewerbe, 21 Handel und Verkehr, 22 Dienstleistungen und Sonstiges |

## Politik
Der Ortsbezirk Wichdorf umfasst das Gebiet der ehemaligen Gemarkung Wichdorf. Der Ortsbeirat besteht aus neun Mitgliedern. Bei der Kommunalwahl 2021 betrug die Wahlbeteiligung zur Wahl des Ortsbeirats 54,94 %. Dabei wurden gewählt: drei Mitglieder der SPD, drei Mitglieder der CDU, drei der „Freien Wählergemeinschaft Niedenstein“. Der Ortsbeirat wählte Andreas Hans zum Ortsvorsteher.

## Kultur und Sehenswürdigkeiten

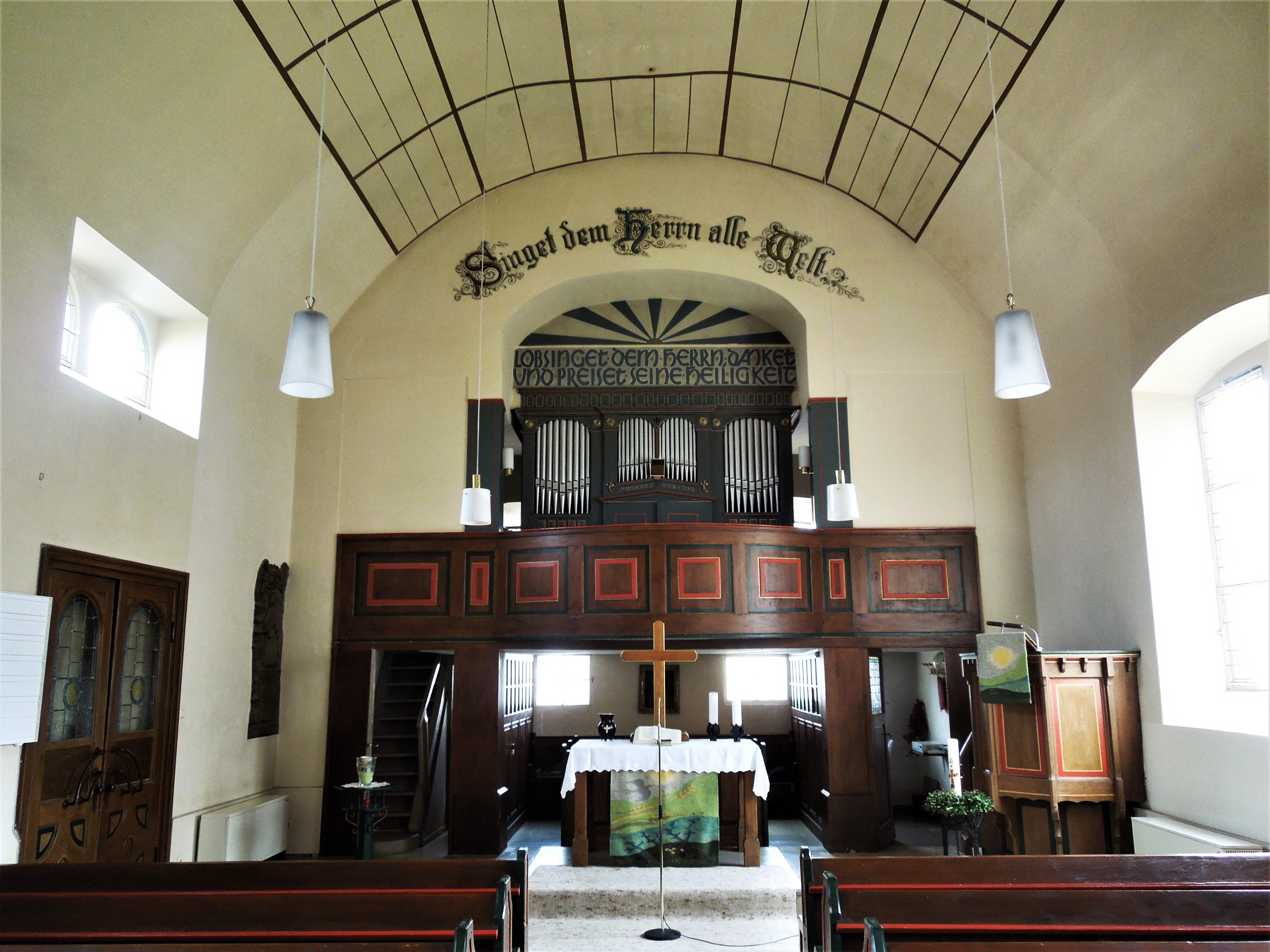
Das Kircheninnere

### Evangelische Dorfkirche
Die Evangelische Kirche ist ein schlichter Saalbau von 1751 bis 1754 mit eingestelltem Turm. Sie wurde 1907 erweitert und durchgreifend umgestaltet. Bemerkenswert sind das steinerne Epitaph des Rittmeisters Daniel Wilhelm Hess von Wichdorf und seiner 1584 verstorbenen Ehefrau Maria von Harenberg sowie der vom Kasseler Bildhauer Andreas Herber geschaffene Grabstein der 1576 beim Kirchgang durch Blitzschlag getöteten Maria Wolff von Gudenberg.

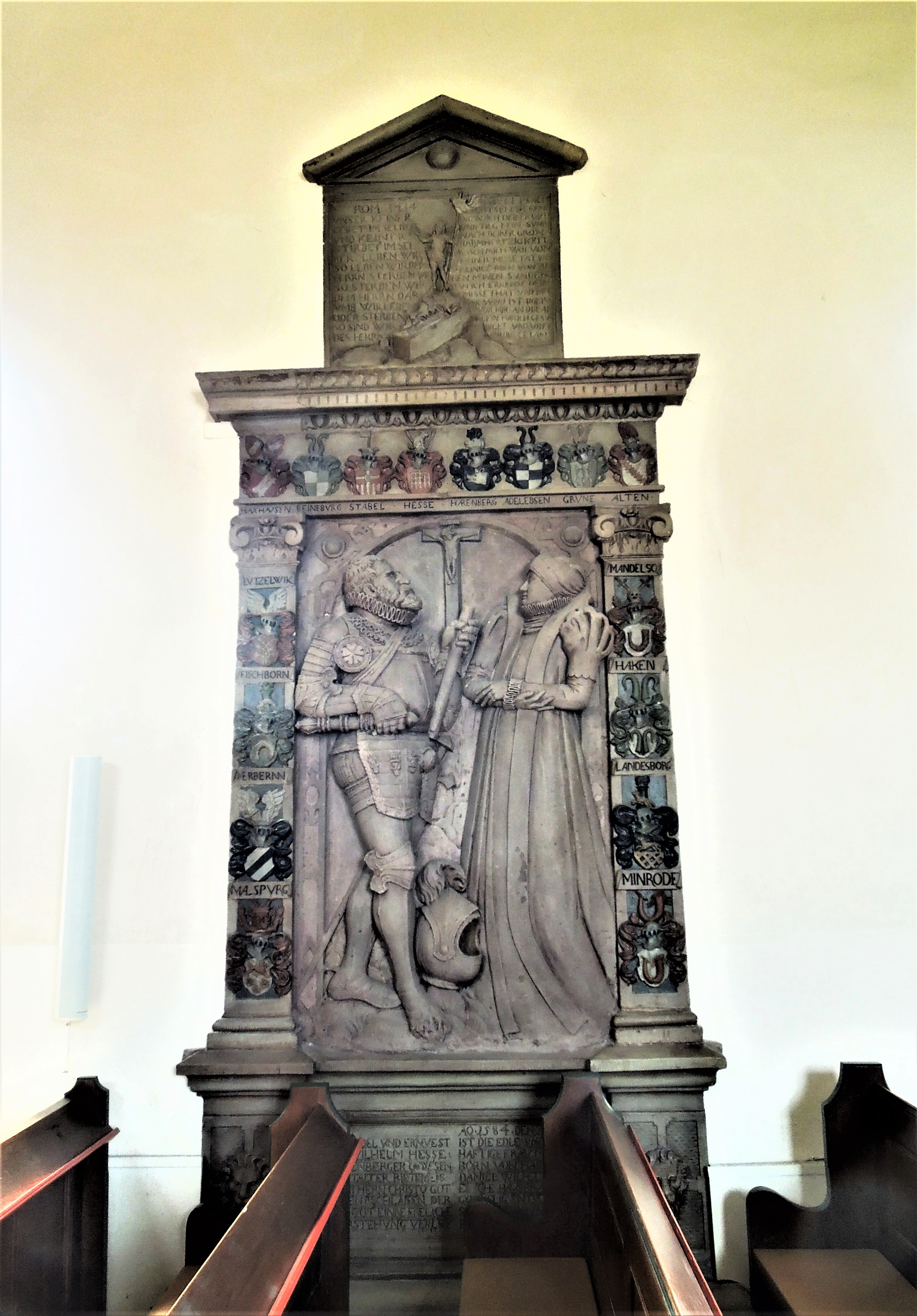
Epitaph Hess/Harenberg

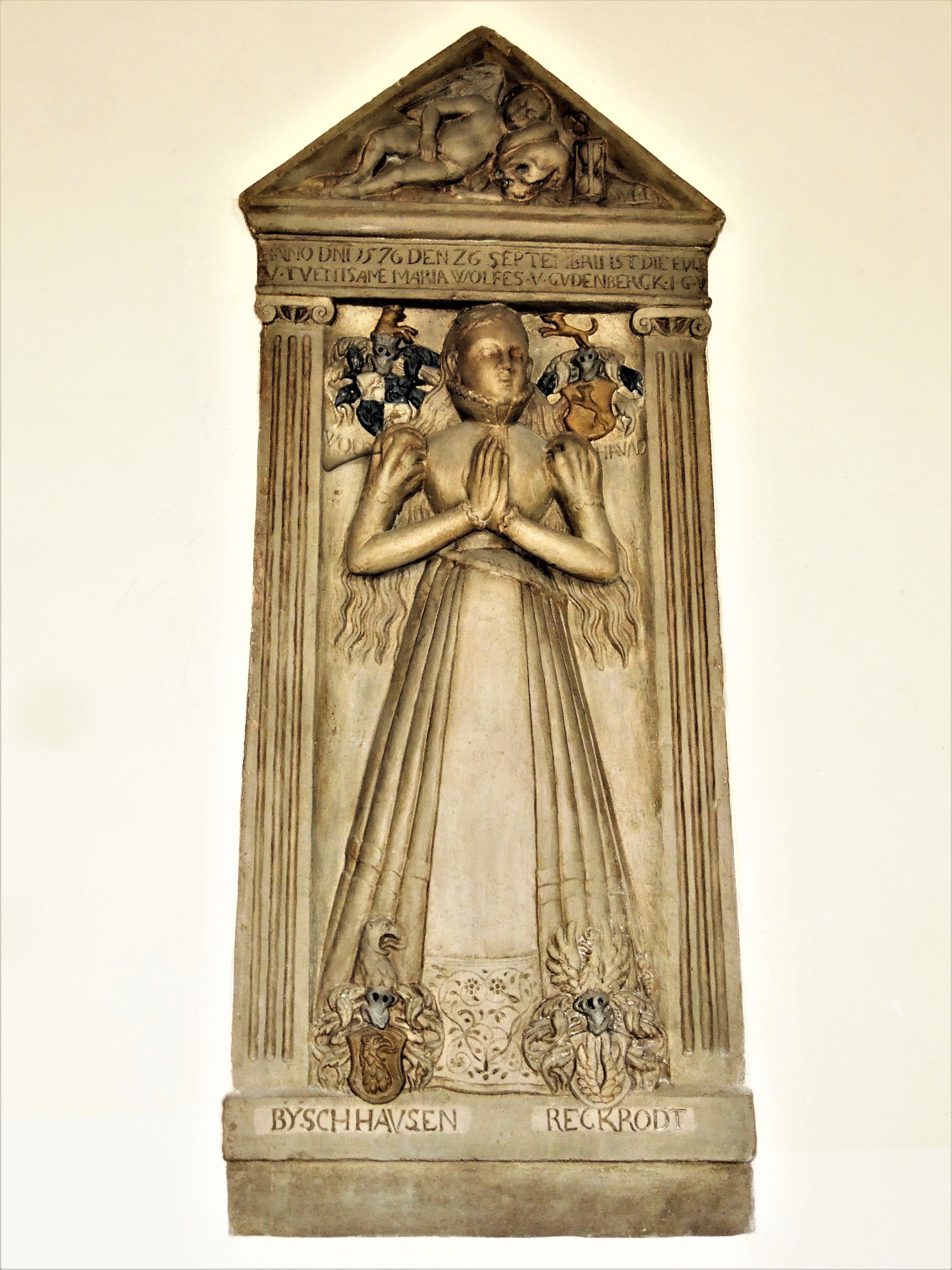
Epitaph Maria Wolff von Gudenberg

Die heutige Kirche hatte mindestens zwei Vorgängerbauten, wobei unklar ist, was von diesen im heutigen Bau wiederverwendet wurde. Auf den frühesten Bau aus dem 13. Jahrhundert verweisen ein 1234 belegter Pleban und ein 1319 belegter Vicepleban wie auch mehrere Grabmonumente aus dem 16. Jahrhundert. Diese wurden beim zweiten Bau in den 1660er Jahren wiederverwendet, der wohl nach den für 1627 und 1631 genannten Zerstörungen des Dreißigjährigen Krieges errichtet wurde und eine barocke Kanzel mit Renaissanceformen sowie ein auf 1661 datiertes Gestühl enthielt. Zwei Grabdenkmale von 1576 und 1584 wurden in den Neubau übernommen; eine Grabplatte des 1571 gestorbenen und in Rüstung dargestellten Deutschordens-Ritters Ewald von Hertingshausen wurde, nachdem man zuvor die erhabenen Teile der Darstellung abgearbeitet hatte, als Altarplatte weiterverwendet. Weitere Grabmonumente wurden zerschlagen und als Bodenbelag genutzt. In den heutigen, dritten Bau wurde der Turm des Vorgängergebäudes übernommen wie auch drei Bauinschriften und die beiden erstgenannten Grabmonumente aus dem 16. Jahrhundert. Der Altar mit der Grabplatte von 1571 wurde 1907 beim Umbau der Kirche entfernt, und der Verbleib des Grabsteins ist unbekannt. Ebenso wenig auffindbar sind heute das Gestühl, die Kanzel und eine (vermutlich U-förmig umlaufende) Empore, die auf einem vor dem Umbau von 1907 entstandenen Foto dokumentiert sind.

### Heimatmuseum
Das im Juni 2007 eröffnete und vom Geschichts- und Heimatverein Wichdorf betriebene „Wichdorfer Heimatmuseum“ im Obergeschoss des Bürgerhauses zeigt auf etwa 150 m² Ausstellungsfläche eine Wohnung mit alten Möbeln und Gebrauchsgegenständen, eine komplette Schusterwerkstatt sowie Exponate aus den Handwerksberufen Bäcker, Schreiner und Metzger sowie aus der Haus- und Landwirtschaft. Ebenfalls ausgestellt sind ein hölzernes Rohr der ersten Trinkwasserleitung, der Türbalken des ersten Schulhauses, die alte Kirchturmspitze, die Wetterfahne des alten Burggebäudes, sowie alte Gebietskarten, Schriftstücke und Fotos von Einwohnern, Häusern und Ereignissen aus dem Dorf. Das Museum ist jeden ersten Sonntag im Quartal von 14.00 bis 16.00 Uhr geöffnet; Sonderführungen sind auf Anfrage möglich.

### Vereine
In Wichdorf sind folgende Vereine und Gemeinschaften aktiv:
- Geschichts- und Heimatverein Wichdorf
- Kirmesteam Wichdorf e. V.
- Freiwillige Feuerwehr Wichdorf
- Liedertafel Wichdorf
- Altkirmesburschen Wichdorf 1984